# Softgarage
Softgarage (japanisch ソフトガレージ Sofutogarēji) ist eine japanische Firma, die Anime, Spiele, Merchandise, Musik und Bücher produziert. Die Firma wurde am 26. Juli 1989 gegründet und spezialisierte sich auf die Produktion von Original Video Animation, hat aber trotzdem an einigen Anime-Fernsehserien und -Filmen mitgearbeitet. Seit kurzem produziert Softgarage zusätzlich noch Merchandiseartikel wie Mauspads.
Softgarage ist außerdem im Besitz des Hentai-OVA-Labels Pink Pineapple, welches sie von KSS zusammen mit den Rechten an deren Werken übernommen haben, als KSS im Jahr 2005 bankrottging.

## Wichtige Werke
Original Video Animation (OVA)
- Guardian Hearts / Guardian Hearts! Power UP!
- Wind: A Breath of Heart
- Lime-iro Senkitan
- _Summer
- Minami no Teiō

Anime Fernsehserien
- Kakyuusei 2
- GR: Giant Robo
- Lime-iro Senkitan

Anderes
- Natural Woman (Film)
- Mujara (Artbook Serie)